# Sterksels Kanaal
Het Sterksels Kanaal is een kanaal in Nederland. Het kanaal van 6 km lengte loopt deels parallel aan het riviertje de Sterkselse Aa. Dit kanaal werd gegraven tussen 1916 en 1920 in het kader van de ontginningswerkzaamheden van de NV 'De Heerlijkheid Sterksel' en het moest dienen voor de ontwatering van het Peelven en het Turfven bij Sterksel, samen 80 ha, die men wilde droogleggen. Men maakte hierbij gebruik van Belgische oorlogsvluchtelingen.
Tegenwoordig is het Sterksels Kanaal een fraaie waterloop met een dek van waterplanten.
Het Sterksel Kanaal trad regelmatig buiten haar oevers bij sterk wateraanbod, het laatst in 2002. Om overlast voor de boeren te voorkomen zijn enkele waterbergingsgebieden aangelegd, waaronder De Rummeling.